# Алексеев, Трофим Васильевич
Трофим Васильевич Алексе́ев (1870—1938) — российский политический и общественный деятель, член Государственной думы Российской Империи I и II созывов от Тобольской губернии.

## Биография
Родился в 1870 году в деревне Называиха Драгунской волости Тюкалинского округа Тобольской губернии в семье крестьянина. Был брат Сергей (родился в 1873 году, раскулачен в 1931 году и выслан с семьёй на место жительство в Нарымский край, реабилитирован в 2007 году).
Получил домашнее образование. Служил в Русской императорской армии, отбывая воинскую повинность, где пополнил своё образование. Обучался в содержательском классе сибирского флотского экипажа. Получил звание подшкипера. Вышел в запас.
В 1895—1900 годах служил сельским писарем. Был маслоделом и доверенным по продаже молочных продуктов в родной деревне Называиха. С 1905 года Называевский волостной старшина. Был попечителем сельского училища. Занимался земледелием и имел во владении 15 десятин земли.
15 мая 1906 года состоялся первый день выборов, на которые явилось 55 выборщиков избравшие в депутаты Колокольникова и Савкина. В связи с тем, что Савкин отказался от должности депутата, на следующий день были выбраны трое: чиновник Ушаков и крестьяне Нестеров и Алексеев.
16 мая 1906 года избран депутатом I Государственной Думы от общего состава выборщиков Тобольской губернии. Прошёл в Думу как представитель конституционно-демократической партии.
Входил в Трудовую парламентскую группу. Состоял в комиссии о свободе совести. Подписал заявление 10 депутатов Государственной Думы об увеличении числа членов агрономической комиссии представителями от Сибири.
Летом 1906 года выступая с речью в Думе, высказал резкую критику тактики конституционно-демократической партии в Думе. Его речь была воспринята криками: «довольно», «довольно»! Однако после небольшого замешательства, он продолжил свою речь. Вполне оправдывал тактику левого крыла Думы, направленную к организации народных масс и захвату власти. Последнее он считал возможным при наличии самого широкого народного движения, подобного октябрьскому, когда власть оказалась изолированной. Многие места речи Алексеева, благодаря сдавленному голосу, совершенно не были слышны.
После роспуска I Думы возвратился домой и всё время находился под негласным надзором полиции.
Его первое избрание в выборщики, состоявшееся 21 декабря 1906 года было отменено Тюкалинской уездной комиссией, но новые выборы, прошедшие 4 января 1907 года, дали те же результаты и новое избрание в депутаты.
В понедельник 12 февраля 1907 года в помещении Тобольского окружного суда происходили выборы членов Государственной Думы II созыва. Алексеев вновь был избран от общего состава выборщиков Тобольской губернии избирательного собрания. За него проголосовало 32 выборщика. Пребывание в Думе показало Алексееву, что его место в Трудовой парламентской группе. И как трудовик, он прошёл во II Думу не без препятствий со стороны местной администрации.
С отъездом его во II Думу администрация всё время производила дознания на предмет кассации его выборов, но попытки оказались бесплодными и Государственная Дума в заседании 16 марта признала его полномочия.
Вновь вошёл в состав Трудовой группы, фракцию «Всероссийского крестьянского союза», Сибирскую парламентскую группу.
Признавая за народным образованием в деревне огромное значение, с большой охотой принимал участие в школьной жизни, как попечитель Ново-Воскресенской школой.
В январе 1907 года повторно избран выборщиком от Тюкалинского уезда.
В мае 1907 года для ознакомления населения Тобольской губернии с деятельностью Думы, партий, положением России, вырабатываемыми законопроектами пожертвовал 5 рублей на высылку в апреле несколько экземпляров изданий «Народного календаря», «Вестника партии Народная свобода», «Общественного дела».

Прошу ходатайства сложить недоимку за 1903 год 175 рублей согласно Манифеста 1 апреля. Всё описали: продадут имущество, у бедных ничего нет. Обращались к начальству, отказали. Прошу распоряжения на имя пристава 3 стана Тюкалинского уезда; всё у него находится.
— Наказ на имя депутата Алексеева от киргиз Крутинской волости Рединского участка аул № 1
В 1938 году жил в посёлке Называевка. Был продавцом ларька.
19 февраля 1938 года арестован и 10 марта 1938 года Тройкой при УНКВД по Омской области обвинён по статье 58-10 УК РСФСР к Высшей мере наказания. Расстрелян 11 марта 1938 года в Омске.
Реабилитирован 30 марта 1956 года президиумом Омского областного суда за отсутствием состава преступления.